# Мориц Кристиан фон Вид-Рункел
Мориц Кристиан фон Вид-Рункел (на немски: Moritz Christian von Wied-Runkel; * 10 януари 1620; † 25 януари 1653, Рункел) е граф на Вид-Рункел.

## Произход
Той е вторият син на граф Херман II фон Вид (1581 – 1631) и съпругата му графиня Юлиана Доротея фон Золмс-Хоензолмс (1592 – 1649), дъщеря на граф Херман Адолф фон Золмс-Хоензолмс (1545 – 1613) и Анна София фон Мансфелд-Хинтерорт (1562 – 1601).
Брат е на Фридрих III (1618 – 1698), граф на Вид, и Йохан Ернст (1623 – 1664), граф на Вид и Рункел.

## Фамилия
Мориц Кристиан се жени на 31 март 1642 г. за графиня Катарина Юлиана фон Ханау-Мюнценберг (* 17 март 1604, Щайнау; † 28 декември 1668, Лаубах), вдовица на граф Алберт Ото II фон Золмс-Лаубах (1610 – 1639), дъщеря на граф Филип Лудвиг II фон Ханау-Мюнценберг (1576 – 1612) и Катарина Белгика фон Насау-Оранска (1578 – 1648), дъщеря на Вилхелм Орански. Те имат дъщеря:
- Мария Белгия Шарлота (1645 – 1681, Ханау)

Бракът им е дезастър, понеже те се карат и на обществени места, тя бяга в Лаубах. Той умира в Рункел един ден преди нейното завръщане.